# Jean-André Deluc
Jean-André Deluc o De Luc (1727 – 1817) è stato un naturalista svizzero.
Nato a Ginevra, fece studi approfonditi di fisica e di scienze naturali. Nel 1773 si stabilì in Inghilterra, dove fu eletto membro della Royal Society. Soggiornò anche in Germania, in particolare a Berlino, a Braunschweig e a Gottinga, dove divenne professore onorario di geologia e mineralogia. De Luc compì importanti ricerche sulla pressione atmosferica insieme al fratello Guillaume-Antoine; studiò l'influenza della temperatura sul livello raggiunto dal mercurio nei tubi barometrici, elaborando una formula di correzione da utilizzare la determinazione delle altimetrie mediante il barometro. Perfezionò anche un barometro portatile. Il suo interesse lo porterà più volte a scalare il Monte Buet (3.109 m), vetta a cui arriverà nel 1770 dopo tre tentativi assieme al fratello e a Bernard Pomet

## Opere

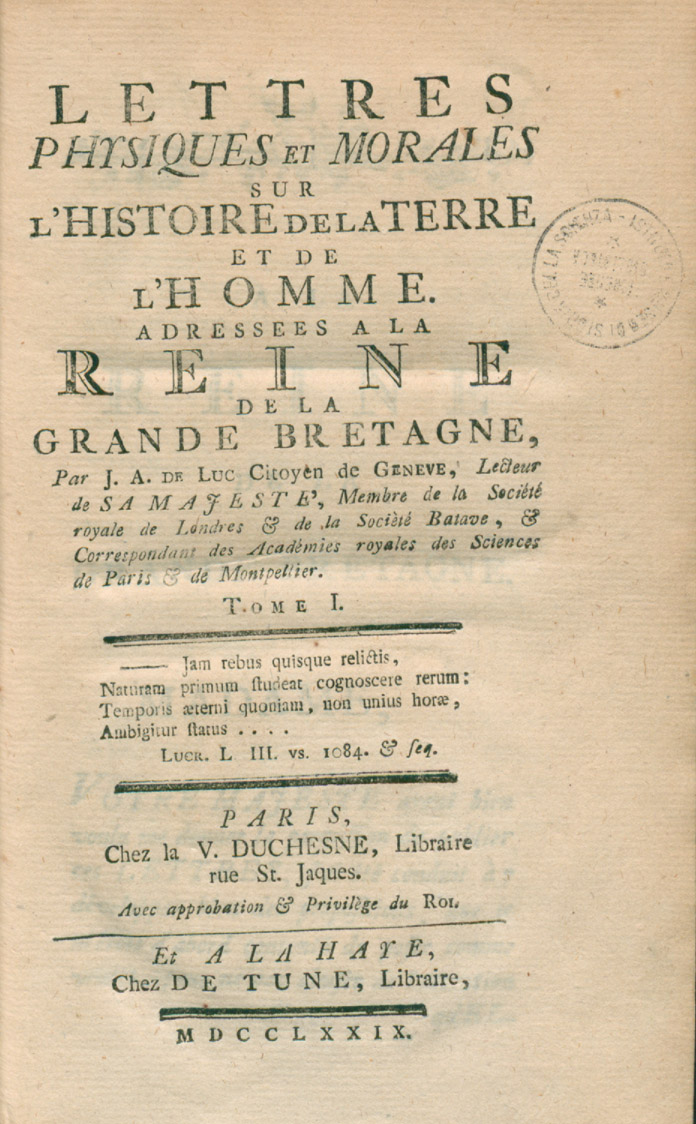
Lettres physiques et morales sur l'histoire de la Terre et de l'homme, adressees a la reine de la Grande Bretagne, 1779

- (FR) Recherches sur les modifications de l'atmosphère, vol. 1, Genève, 1772.
- (FR) Recherches sur les modifications de l'atmosphère, vol. 2, Genève, 1772.
- (FR) Lettres physiques et morales sur l'histoire de la Terre et de l'homme, adressees a la reine de la Grande Bretagne, vol. 1, Paris, Nicolas Bonaventure Duchesne, veuve, 1779.
- (FR) Lettres physiques et morales sur l'histoire de la Terre et de l'homme, adressees a la reine de la Grande Bretagne, vol. 2, Den Haag, Jacques Detune, 1780.
- (FR) Lettres physiques et morales sur l'histoire de la Terre et de l'homme, adressees a la reine de la Grande Bretagne, vol. 3, Paris, Nicolas Bonaventure Duchesne, veuve, 1779.
- (FR) Lettres physiques et morales sur l'histoire de la Terre et de l'homme, adressees a la reine de la Grande Bretagne, vol. 4, Den Haag, Jacques Detune, 1779.
- (FR) Lettres physiques et morales sur l'histoire de la Terre et de l'homme, adressees a la reine de la Grande Bretagne, vol. 5, Paris, Nicolas Bonaventure Duchesne, veuve, 1779.
- Luc, Jean André : de. Traité élémentaire de géologie, par J. A. Deluc, .. Paris chez Courcier, imprim.-libraire pour les mathématiques, quai des Grands-Augustins, n° 57, 1810
- Luc, Jean André : de., Dentand, Pierre-Gédéon. Relations de différents voyages dans les Alpes du Faucigny, Dufour, 1776.